# C&A (Hoogstraat)
Het voormalige gebouw van de C&A aan de Hoogstraat in de Nederlandse stad Rotterdam was een kledingmagazijn voor dames van de Nederlandse kledingketen C&A. Het gebouw stond aan de Hoogstraat, nabij waar nu de Beurstraverse is gevestigd, het Rodezand in de buurt van de Korte Hoogstraat enerzijds en aan de Sint-Laurensstraat anderzijds. De kledingwinkel opende in april 1924 de deuren en werd verwoest tijdens het bombardement op 14 mei 1940.

## Geschiedenis

### Voor 1940
Voor de jaren 20 van de twintigste eeuw had de familie Brenninkmeijer nog geen centraal pand in het centrum van de stad. In 1909 had de familie wel al het failliete Belgische warenhuis Les Grandes Galeries Belges opgekocht, die destijds gevestigd was op de hoek Moriaansplein - Hoogstraat met het huisnummer Hoogstraat 278. Daar werd vervolgens de eerste C&A-winkel geopend. Deze C&A huisvesde echter zowel de dames- en herenmode en de winkel werd over de jaren te klein. De familie wilde als antwoord hierop in het begin het pand aan het Moriaansplein uitbreiden, maar toen dit onmogelijk bleek, besloot het begin jaren 20 tot de bouw van een om de mode voor beide sekse te scheiden.
Tot 1922 stond in de Hoogstraat nog de oorspronkelijke Waalse Kerk, dat in bezit was van de Waalse Hervormde gemeente. Over de jaren heen was de kerk echter steeds bouwvalliger geworden en de Hoogstraat was een te drukke en rumoerige plek geworden, wat niet bevorderlijk was voor de kerkdiensten. Geld voor restauratie was er niet, dus kwam de Kerkraad en de kerkmeester in 1920 tot het besluit om de kerk te slopen en het terrein te verkopen. Dit om op een nieuwe locatie aan de Schiedamse Vest verder te gaan.
Tussen 1920 en 1922 zocht de Waalse gemeente naar geïnteresseerden en de gemeente Rotterdam was ondertussen zelf druk bezig met vergaderen om een besluit te nemen over de kerk. Op 23 maart 1922 kwam dat besluit, maar oud-minister Johannes de Visser telegrafeerde dat hij overwoog om dit besluit te schorsen. Op woensdag 29 maart meldt het Rotterdamsch Nieuwsblad dat de familie Brenninkmeijer geïnteresseerd was in de locatie en onderhandelingen was begonnen met de Waalse gemeente over de verkoop van de kerk en grond aan hun, met als doel het vestigen van een eerste C&A-winkel van Rotterdam. Op vrijdag 31 maart meldt het Nieuwsblad van Friesland dat de Waalse gemeente het gebouw had verkocht aan de familie. Op 23 augustus was het raadsbesluit definitief en op 15 september werd begonnen met de sloop van het pand en de ruiming van de graven. In 1923 was de sloop voltooid. Op 1 december moest de grond opgeleverd zijn om met de bouw van het nieuwe gebouw te beginnen.
In december 1922 gaf de familie aan de Rotterdamse firma Wolterbeek en Van Dorp de opdracht om een nieuw pand te ontwerpen, nadat zij de laagste prijs boden van de 33 ingezonden aanvragen in november van dat jaar. De bouw werd verdeeld in drie delen: onderdeel A zou 398.800, onderdeel B 391.300 en onderdeel C 364.800 guldens gaan kosten. De bouw van het nieuwe pand begon in januari 1923 en ging door ondanks stakingen die andere firma's trof op 1 maart. Een paar dagen later, op 7 maart, staakten 15 medewerkers alsnog en was er sprake van lichte vertraging in de vorm van een paar dagen. Desondanks werd het werk daarna weer hervat en meldt het dagblad Voorwaarts eind december van dat jaar dat het gebouw bijna gereed was.
De bedoeling was dat het nieuwe pand op zaterdag 1 maart 1924 officieel haar deuren zou openen, maar dit werd uitgesteld omdat de binnenkant van het gebouw nog niet gereed was. Verwacht werd dat de opening met een maand vertraagd zou worden. Op vrijdag 21 maart opende de winkel in de avond op feestelijke wijze de deuren. Eerde op de dag nodigde de familie het Rotterdamsch Nieuwsblad uit voor een rondleiding in het nieuwe pand. De gevel van het gebouw was al een aantal dagen verlicht in de avonduren met behulp van 15.000 gloeilampen, tot in de torenspits, terwijl aan de binnenkant de inrichting werd verlicht tot een gezamenlijke sterke van 24.000 kaarsen. Op 30 mei kreeg de familie van het college van B&W toestemming om een warmwaterverwarming met twee ketels en 12 elektromotoren voor de aandrijving van verschillende werktuigen.

### Tweede Wereldoorlog
Tijdens het bombardement van Rotterdam op 14 mei 1940 raakte het C&A-gebouw zwaar beschadigd. Echter, in tegenstelling tot veel gebouwen in de omgeving, stond het karkas van het grote pand nog overeind. Alleen de torenspits en bovenverdiepingen waren gedeeltelijk of volledig verwoest. Ook de begane grond was licht beschadigd geraakt. Hoewel de mogelijkheid bestond om het gebouw te behouden en te restaureren, besloot de gemeenteraad vermoedelijk in hetzelfde jaar al om het gebouw toch te slopen.

### Na de oorlog
Na de sloop van het vooroorlogse gebouw, had de familie geen enkel C&A-pand meer in het centrum gedurende de Tweede Wereldoorlog en een aantal jaren erna. Pas in 1950 begon de familie met de bouw van een nieuw pand aan de Coolsingel, op de plek waar ooit de Rotterdamse Passage was gevestigd. Dit gebouw werd geopend op vrijdag 21 maart 1952 en was ontworpen door de vaste C&A-architect Jan van der Laan.

## Vormgeving en interieur
Het gebouw is ontworpen door de Amsterdamse huisarchitect van de C&A, Kasper Sickler, in een moderne Hollandse Neorenaissance stijl. Het gebouw was gebouwd in een betonconstructie, versierd met bakstenen gevels en banden gemaakt van natuursteen en Silezisch zandsteen. De gevels rusten op een sobere winkelpui gemaakt van graniet, bestaande uit dunne stijlen met een zware, rechte puibalk. De gevels hadden gedeeltelijk gekroonde vensters met simpele, vierkante glas-in-loodramen, die eindigden bij het hoge dak. De hoofdingang voor het publiek stond aan de Hoogstraat, had een breed portiek en met een geheel in spiegelglas gevat portaal. Er waren nog twee andere ingangen. De tweede stond aan de Sint-Laurensstraat en was bedoeld voor het personeel, waar ze bij de telefoonkamer konden komen. Deze kamer werd gebouwd voor de telefonische aankondiging van de baas bij binnenkomst. De derde ingang liep langs een glooiing van beton naar de kelderruimte onder het gehele gebouw. Hier konden auto's naar binnen rijden om de goederen uit te pakken en konden ze met de goederenlift naar vijf bovengelegen verdiepingen worden gebracht. De goederenlift had een snelheid van 1 meter per seconde.
Op de hoek van de Hoogstraat - Rodezand stond een grote, markante toren. Deze toren was een ode was aan de voormalige Waalse kerk, die eveneens een vergelijkbare toren had. De etalageruimte was in totaal 100 meter, verdeeld over drie straten. De kosten voor de bouw van het pand, schatte de familie Brenninkmeijer op ongeveer 1.5 miljoen gulden - een prijs die in werkelijk echter veel lager uitviel. Het gebouw nam inspiratie van de Haarlemse Vleeshal. Op woensdag 24 oktober 1922 meldt het Rotterdamsch Nieuwsblad dat er toentertijd al 1200 kubieke meter gewapend beton was verwerkt met 13.500 kilogram ijzer, en dat er nog 100 kubieke meter (beton) in de torens en in het kapgedeelte geplaatst moest worden. In die periode was het graniet van de 100 meter lange winkelpui al geplaatst, maar de bouwvakkers waren nog bezig met enkele 6000 kilo zware stukken. Er was op zowel de tweede als de vierde verdieping begonnen met het metselen van de rode bakstenen en in het gebouw werd uiteindelijk 300 kubieke meter zandsteen verwerkt. Het pand was opvallend omdat het lichtelijk scheef stond. De laagste etalage lag 2 meter beneden de hoogste, ondanks dat de winkelvloer zelf waterpas moest zijn. De overige vloeren waren gemaakt van hout en voor de constructie was er 200 kubieke meter balkhout gebruikt. Het hoogste gedeelte, de nok, was ongeveer 28 meter hoog. De toren was 35 meter hoog en destijds een van de hoogste in Rotterdam. Het gezamenlijk oppervlak van alle etages bij elkaar was ongeveer 6000 vierkante meter.
Het gebouw was redelijk simpel ingericht en beschikte slechts over een trappenhuis van 3 meter breed. Het trappenhuis was in de vorm van een bordestrap met twee liftinstallaties. Het trappenhuis en de liften waren aangebracht tegen de enige blinde muur die het gebouw had. Het trappenhuis was bekleedt met handgeknoopt Deventer tapijt. De liften hadden een capaciteit van twee personen en een snelheid van 0,5 meter per seconde. Er was nog een derde lift bedoeld voor snelvervoer, en alle liften werden naast het trappenhuis geplaatst. De binnenbetimmering werd uitgevoerd met behulp van blank hout, en de totale kosten werden op 1.5 ton begroot. Tijdens een excursie voor de Bond van leerlingen en oud-leerlingen der M.T.S. die georganiseerd was door de firma Wolterbeek en Van Dorp en de Hollandsche Beton Maatschappij op zaterdagmiddag 29 februari 1924, werd duidelijk dat het gebouw een totaal aantal van 7 verdiepingen had, inclusief de kelder. Ook was het mogelijk om van het uitzicht te genieten dankzij de vele etages die het pand genoot. De vloer van de begane grond zorgde tijdens de bouw voor flink wat problemen. De ruimte op de begane grond werd grotendeels gebruikt voor de etalages en de ingang, maar de verdiepingen erboven waren ruim ingericht. Vier verschillende firma's waren bezig met de laatste werkzaamheden in deze periode, die bestonden uit de aftimmering van het gebouw met blank hout. De etages werden ontworpen in 'Engelschen stijl' en waren ingericht met mahoniehouten pilasters en bronzen kapitelen. Aan alle kolommen waarop een gewelf rustte, waren spiegels aangebracht. Overal werden ruime uitstalkasten geplaatst en op de begane grond was een vloer van marmer aangelegd. De verdiepingen hadden een vloer van parket. De lampen gaven een gedempt licht af met behulp van gebrandschilderd glas in 'harmonieuze tinten', en op iedere verdieping hing een foto van de voormalige Waalse Kerk in verschillende jaargetijden. De bovenverdiepingen waren over de gehele oppervlakte als één verkoopruimte ingericht. De eerste verkocht de mantels, de tweede de japonnen en kinderjurken, de derde de mantelpakken en de vierde de kostuumrokken. Al deze etages bezat grote paskamers. De vijfde en zesde etages dienden als kantoren, ateliers voor het maken van de kledingstukken, garderobes en een lunchroom voor het personeel. De zevende verdieping had een balkon met uitzicht op de stad.

## Fotogalerij

Fotogalerij
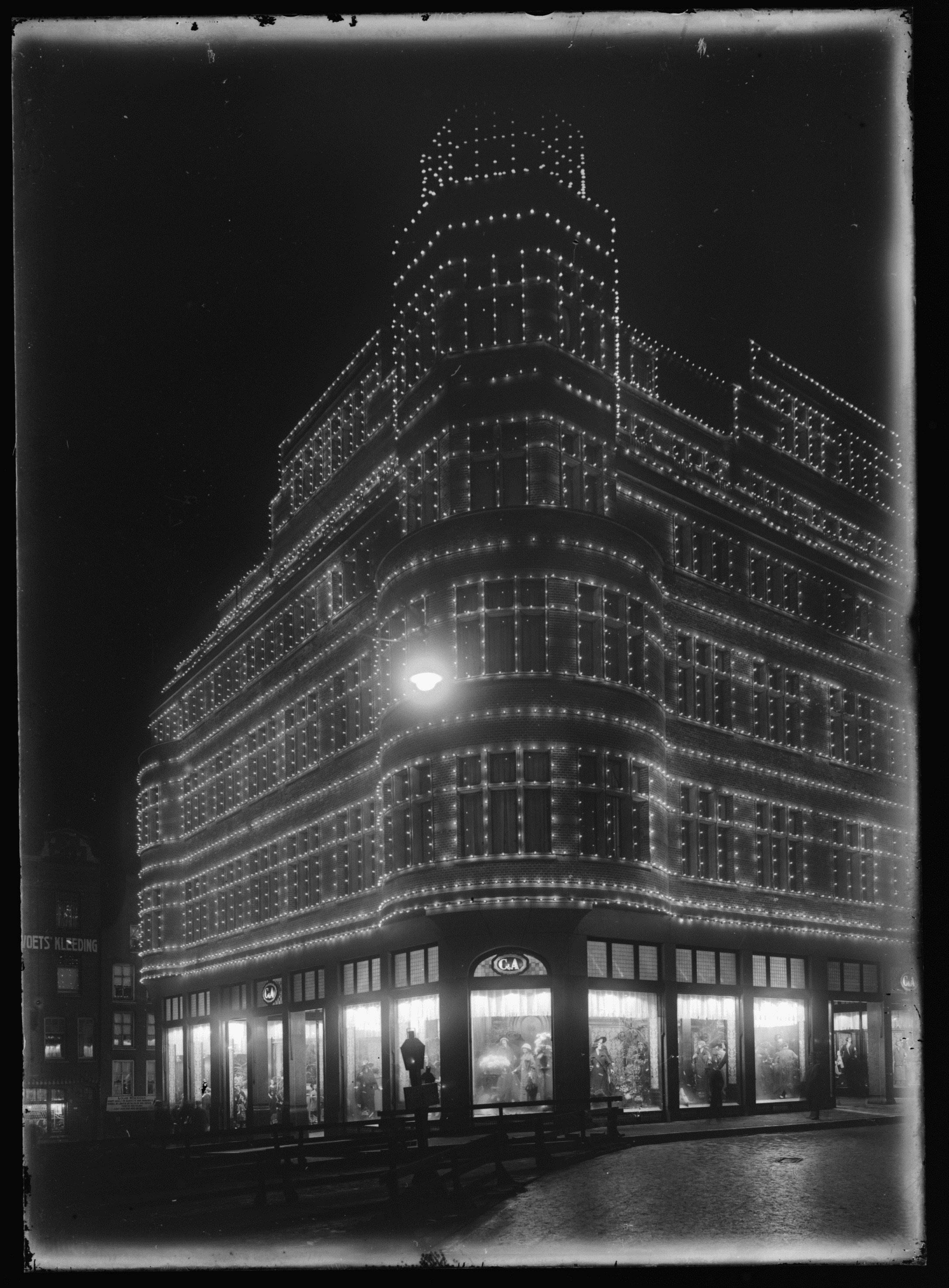
Het C&A-pand, feestelijk verlicht tijdens de opening in 1924.
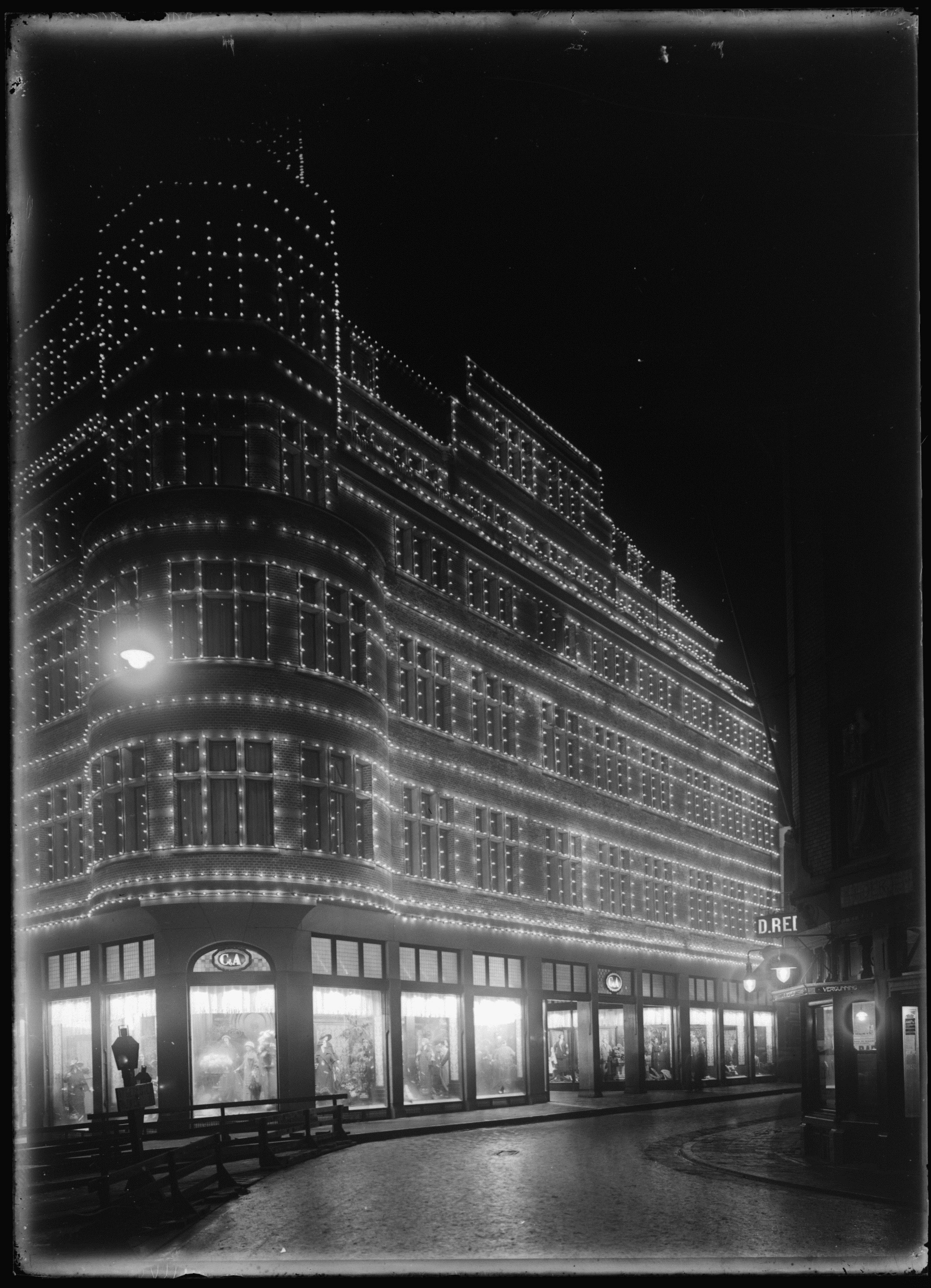
Een ander aanzicht op het gebouw, gezien vanaf de Korte Hoogstraat.
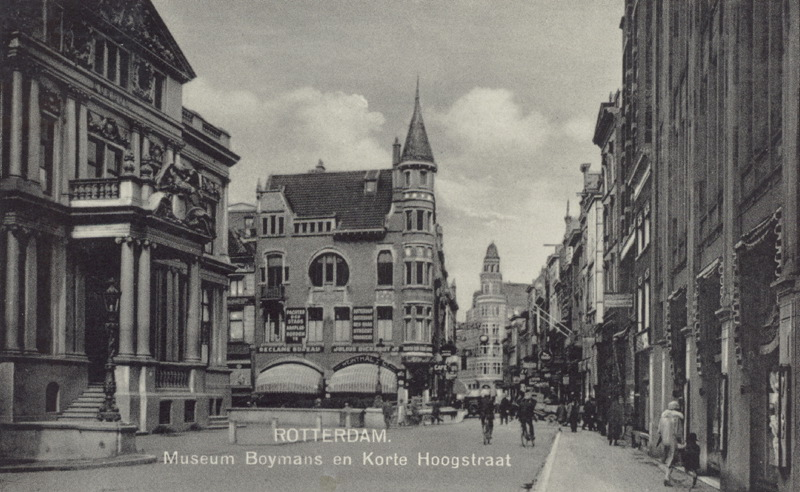
Het pand, gezien vanaf de Korte Hoogstraat. Links het Schielandshuis.
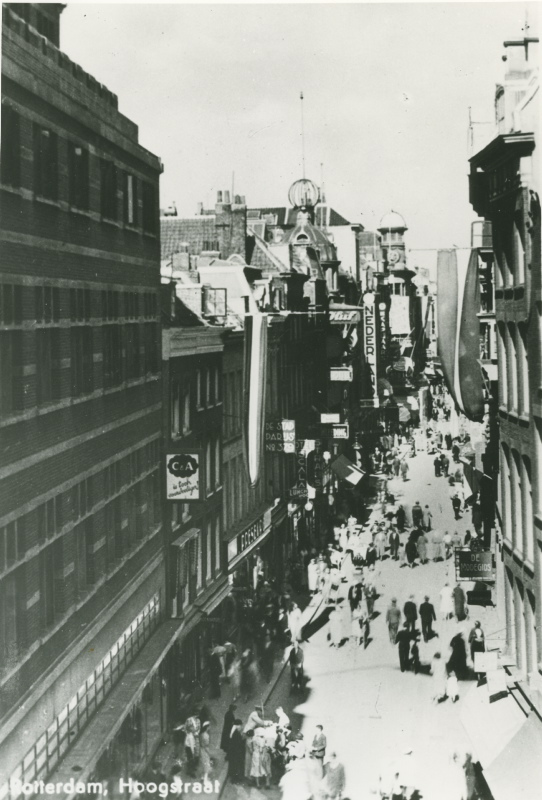
De Hoogstraat met links een stuk van het C&A-gebouw in 1936 - 1940.
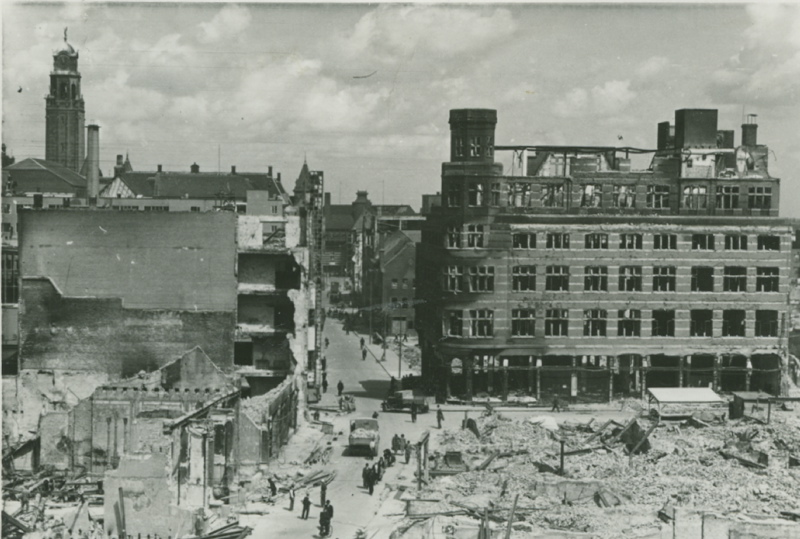
Het karkas van het zwaar beschadigde gebouw van de C&A in 1940, gezien vanaf de Korte Hoogstraat.
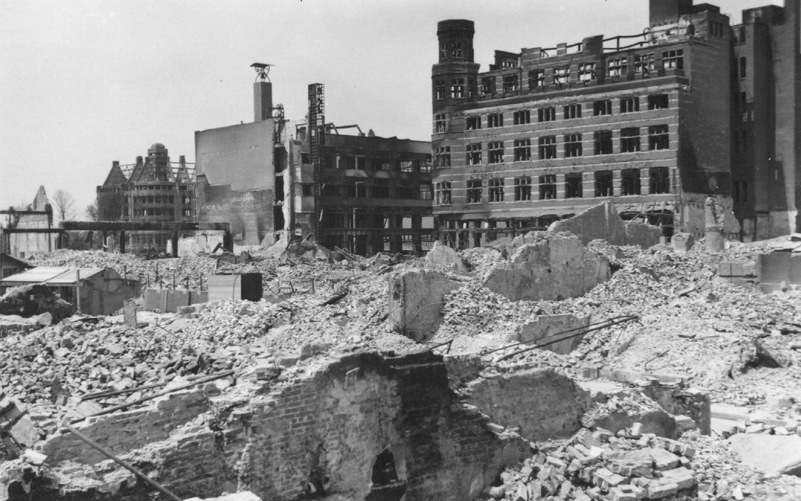
Een ander aanzicht van het zwaar beschadigde pand.
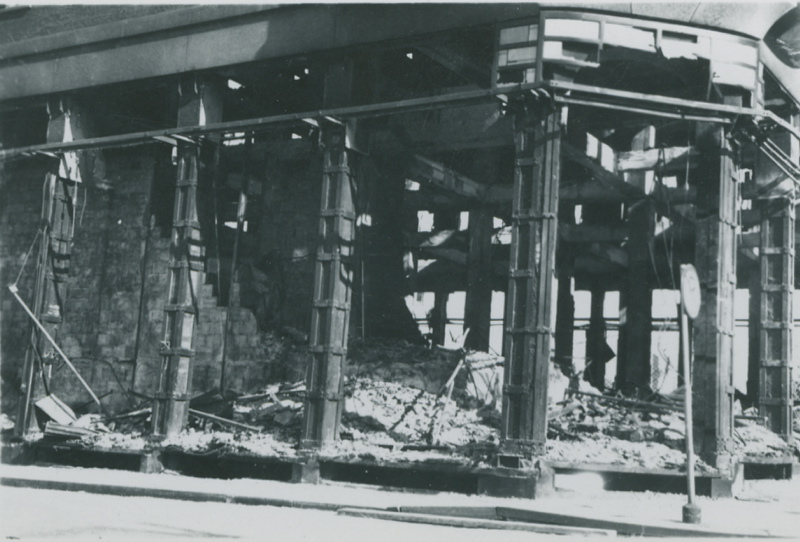
Een foto van de verwoeste begane grond van het C&A-pand, gezien vanaf de Sint-Laurensstraat.